# Дардис, Билли
Билли Дардис (англ. Billy Dardis, родился 31 января 1995 года в Дублине) — ирландский регбист, выступающий  на позиции скрам-хава за сборную Ирландии по регби-7.

## Биография
Начинал заниматься регби в школах клубов «Нейз» и команды Ньюбриджского колледжа в Килдэре (средняя школа), также играл в гэльский футбол. Позже перешёл в Тереньюрский колледж, с его командой выступал на Кубке Ленстера среди старшеклассников. С 2013 года числился также в академии клуба «Ленстер» из Про14, играя за команды U-18 и U-19; параллельно выступал за команду Университетского колледжа Дублина (учился по специальности «Физическая культура и наука о здоровье»). В сезоне 2016/2017 заключил профессиональный контракт с «Ленстером», однако не выступал за основной состав, а контракт в итоге продлён не был.
За сборную Ирландии до 20 лет Дардис выступал в 2014 и 2015 годах, сыграв на чемпионате мира U-20 и выступив на молодёжном Кубке шести наций. В 2015 году дебютировал в сборной по регби-7, с которой не сумел квалифицироваться на Олимпиаду в Рио-де-Жанейро.
В 2017 году Дардис был капитаном сборной на чемпионате Европы, на котором ирландцы заняли 2-е место: этот континентальный турнир был квалификацией к Гонконгскому турниру и чемпионату мира по регби-7 в Сан-Франциско. На чемпионате мира Дардис снова стал капитаном команды и вывел сборную на 9-е место — высшее в том году достижение для команды, не числившейся в «командах ядра» Мировой серии; на турнире он набрал 32 очка.
Ещё одним достижением 2018 года в карьере Дардиса стала победа на чемпионате Европы по регби-7, первая в истории Ирландии: в качестве капитана Билли Дардис выводил команду на матчи этапов в Москве, Маркусси, Эксетере и Лодзи.
В 2019 году Дардис снова был капитаном команды на Гонконгском турнире, который ирландцы выиграли, впервые попав в Мировую серию как команда ядра. Он же был капитаном сборной Ирландии, квалифицировавшейся на летние Олимпийские игры 2020: в финале межконтинентального отбора в Монако была обыграна Франция со счётом 28:19, а сам он попал в символическую сборную квалификационного турнира. На играх в 5 матчах он набрал 12 очков за счёт 6 реализаций (4 против ЮАР, 2 против Кении, 6 против Южной Кореи).
На чемпионате мира 2022 года, где ирландцы стали бронзовыми призёрами, на счету Дардиса пять сыгранных матчей и три успешных реализации. В 2023 году Дардис победил со сборной в чемпионате Европы и в Европейских играх. В финале Европейских игр против Великобритании Дардис отметился одной попыткой и двумя успешными реализациями.